# Marbache
Marbache település Franciaországban, Meurthe-et-Moselle megyében. Lakosainak száma 1671 fő (2022. január 1.). Marbache Belleville, Custines, Liverdun, Millery, Pompey és Saizerais községekkel határos.

## Népesség
A település népességének változása:
| Lakosok száma | 1683 | 1768 | 1808 | 1757 | 1730 | 1724 | 1704 | 1682 | 1685 | 1671 |
|               | 1968 | 1982 | 1990 | 2006 | 2013 | 2015 | 2017 | 2019 | 2020 | 2022 |